# Mugongomanga
Mugongamanga – miasto w Burundi; w prowincji Bużumbura; 2 086 mieszkańców (2008). 